# Великая Корениха
Вели́кая Корени́ха либо Больша́я Корени́ха (укр. Велика Корениха) — микрорайон Николаева в составе Заводского района. Находится на западе города на правом берегу Бугского лимана.
Великая Корениха не соединена с большим городом напрямую, но в неё можно попасть через Варваровку по шоссе Т-15-07 и М-14. Также только через Великую Корениху можно попасть в микрорайон Малая Корениха и в посёлок Весёлый Сад.

## История
Село Корениха основано в 1791 году адмиралом Николаем Мордвиновым.
С 1946 года Великая Корениха была посёлком городского типа, пока в 1996 году не была включена в состав города.

## Культура
В микрорайоне есть лагерь, общеобразовательная школа № 23. Также некоторые жители центра города имеют здесь дачи.